# 亜硝酸ブチル
亜硝酸ブチル（あしょうさんブチル、英: Butyl n-nitrite）は、亜硝酸エステルの一種である。

## 製造
従来は亜硝酸塩とn-ブタノールとの反応により製造していたが、副生成物として金属塩が生じる問題があった。これを解決すべく、三酸化二窒素とn-ブタノールとの反応による方法が開発された。

## 用途
希土類アジド化合物の合成、食肉の保存料、ペプチド合成やニトロ化における試薬などに使用される。多幸感をもたらすことからラッシュ系ドラッグに使用されるが、日本の法令では2007年2月28日に指定薬物となり、医療用および人体に危害を及ぼすおそれのない用途以外での製造・輸入・販売等は禁止されている。

## 安全性
日本の消防法では危険物第4類・第一石油類、毒物及び劇物取締法では毒物に指定されている。摂取により、亜硝酸エステル類特有のめまいや虚脱感などの神経症状、免疫力低下などが生じる。反復曝露により、メトヘモグロビン血症が生じる。